# Jaime Silvério Marques
Pour les articles homonymes, voir Marques (homonymie).
Jaime Silvério Marques (1915 - 14 janvier 1986) est un homme politique portugais, Gouverneur de Macao de 1959 à 1962 et membre de la Junte de salut national lors de la Révolution des Œillets en 1974.